# Usmanijja Kabira
Usmanijja Kabira (arab. عثمانية كبيرة) – miejscowość w Syrii, w muhafazie Aleppo. W 2004 roku liczyła 1747 mieszkańców.